# San Juan Mountains
San Juan Mountains er en del af bjergkæden Rocky Mountains og strækker sig fra Ouray i den sydvestlige del af Colorado mod syd og sydøst til Chama i den nordvestlige del af New Mexico i USA. Bjergarterne er hovedsagelig af vulkansk oprindelse, og er rig på mineraler og metaller - særlig
mod nord. San Juan Mountains har 18 topper over 4.000 moh. alle i Colorado. Det højeste bjerg er Uncompahgre Peak med 4.365 moh. Floden Rio Grande har sit udspring på østsiden af San Juan Mountains og munder til slut ud i den Mexicanske Golf. Mindre floder med udspring fra syd- vest- og nordsiden af bjergene løber til Colorado River som i munder ud i Stillehavet i Californiske Bugt.
I slutningen af 1800-tallet var San Juan Mountains genstand for en voldsom vækst i minedrift. I dag er de fleste gruber for længst nedlagt, og de minesamfund som ikke er fraflyttet overlever på turisterne som tiltrækkes af naturoplevelser i bjergene.